# 一中三憲
一中三憲，推動臺灣海峽兩岸統合的方案，由兩岸統合學會在2009年提出。該方案主張，在一個中國的前提下，中華民國憲法與中華人民共和國憲法並存，兩岸政府仿效歐盟憲法，簽定兩岸和平協定作為第三憲，約束雙方對“承諾不分裂整個中國”作出條文式的保證，以追求終極統一為統一的中國。

## 概論
2009年，由兩岸統合學會首次提出，由張亞中、黃光國與謝大寧等人提倡，在《中國評論月刊》上發表。張亞中參與遠東集團60周年白皮書，負責其中兩岸統合與和平發展的撰寫。張亞中認為，台海現狀為「整個中國內部的兩個憲政秩序主體」，又稱一中兩憲。但台灣方面越來越不認同一個中國，兩憲也就成為「兩個外國」，因此需要明確解釋一中憲法現實，避免現狀再被含糊或錯誤地解釋。簽定和平條約作為第三憲，第三憲在現存的兩岸憲法架構之外，與兩岸憲法並存。在這個和平協議中，雙方需承諾不分裂整個中國，並以條文為保證。
張亞中等人持續倡導這個方案。